# Mészáros Imre (kanonok)
Mészáros Imre (Muzsla, Esztergom vármegye, 1811. május 23. – Bécs, 1865. szeptember 26.) esztergomi kanonok, egyháztörténész, a Magyar Tudományos Akadémia levelező tagja.

## Élete
Jómódú földműves szülők gyermeke volt. Gimnáziumi tanulmányait Esztergomban végezte, azután 1825-ben az esztergomi egyházmegye növendékpapjai közé lépett. A bölcseletet és teológiát Nagyszombatban hallgatta, ahol élénk részt vett a honi nyelvgyakorló-egyesület megalapításában és annak első aljegyzője lett. Miután 1834. augusztus 29. áldozópappá szentelték, Lekérre került káplánnak, innét 1835. június 14-én Nagykérre, november 19-én Bartra (Esztergom megye). 1836. június 15-től augusztus 18-ig a kiliti plébániát adminisztrálta, utána az érseki líceumban lett tanár, ahol 1845. február 18-ig adta elő a magyar nyelvet és irodalomtörténetet, a hittant és természettant. Ezután az esztergomi helynökség jegyzője, nemsokára titkára és 1847-ben irodaigazgatója volt. 1848. május 27-én elnyerte a vadkerti plébániát és alesperes lett. 1858. december 15-én a Magyar Tudományos Akadémia megválasztotta levelező tagjának. 1864. május 26-án esztergomi kanonok és a Pazmanaeum rektora lett.
Szerkesztette a Népnevelési Közleményeket 1857-1858-ban Balassagyarmaton, összesen hat füzetét.
Cikkei és költeményei az Egyházi Tudósításokban (1841. Ii. 50. Kovács József hittudom. tanár a pesti egyetemen); a Katholikus Néplapban (1849. költ., 1850. Járjunk a ker. tanításokra); a Religioban (1856. I. A tanítók lelki épülése és tanácskozmányaik); a Népnevelési Közleményekben (1858. Az első vallásbeli képezésről s ennek viszonyáról a bibliai történetekhez); a Tanodai Lapokban (1859. Egy tanfelügyelő esperesnek jóakaratú figyelmeztetései kerülete tanítói személyzetéhez); az István bácsi Naptárában (1869. Jancsik József derék tanférfiú emlékezete); a Régi Magyar Nyelvemléktárban Nagyszombat város levéltárából több magyar levelet közölt; az Egyetemes Magyar Encyelopaediának is munkatársa volt.

## Művei
- Ft. Kis-apponyi Bartakovits Albert úrnak, esztergomi kanonoknak, midőn 1831. eszt. Szt. András hava elején a nagyszombati egyházi kerület helytartóságába beiktattatnék, hódol a megyebeli nevendék papság. Nagyszombat.
- Ft. Kulifay István urat, nagyszombati kanonokat, midőn Sz. András havában 1831. esztendőben a nagyszombati két papnevendékház fő kormányját kezébe venné, idvezli a hódoló nevendék papság. Uo.
- «Isteni virraszta városunk felett. Mivel tartozunk ezért?» Egyházi beszéd, melyet Nagyszombat szab. kir. várossá emeltetésének hatszázados örömünnepén 1838. Pünköst után 3-ik vasárnapon a plébánia-templomban tartott ... Közkivánatra adatott sajtó alá. Pozsony.
- Szavalástan Heinsius nyomain, nyelvünkhöz illesztve, szavalandó darabokkal együtt. Nagyszombat, 1840. (Ism. Athenaeum 1842., Hirnök kis Fulárja 1843. 5. szám).
- Keresztelés- és keresztény házasok megáldáskori rövid beszédek. Németből Lentz Miklós után. Pozsony, 1841. (Ism. Egyh. és Lit. Lapok 1844. 10. sz.).
- Hirscher Jánosnak a positiv keresztyénség sikeresebb ápolása iránt a badeni kamarák elébe terjesztett javaslata. Ford. Pest, 1848. (Kiadja a jó és olcsó könyvkiadó társulat.).
- A religio történetének rövid vázlata a világ kezdetétől fogva korunkig, kaht. ifjak számára. Pest, 1850. (Névtelenül. 2. kiadás. Eger, 1851. 9. k. Bpest, év n.)
- Elemi katekizmus kath. kezdő tanulók számára. Uo. 1850. (2. bőv. és jav. kiadás Eger, 1851. 4. k. 1853., 7. k. 1857., 16. k. Tárkányi Béla javításaival. 1866. Uo.).
- Kis katekizmus kath. gyermekek számára. Uo. 1851., (3. k. 1852. Uo.).
- Közép katekizmus kath. tanulók számára a városi iskolákban. A religio történetének rövid vázlatával. Uo. 1851. (3. k. 1854. Uo.). Ezen három munka névtelenül jelent meg és a Deharpe jezsuita regensburgi katekizmusainak átdolgozása.
- A jegyesek. Olaszul írta Manzoni. Német átdolgozat után a felserdült ifjúság és műveltebb nép számára ford. Pest, 1851. (Kiadja a jó és olcsó könyvkiadó-társulat.).
- Segédkönyv a magas cs. kir. közoktatási ministerium által iskolai használatra rendelt A.-B.-C.- és olvasókönyv szellemében. Iskolamesterek és tanítói pályára készülők számára készítette. Pest, 1855. (Vernalaken után. Ism. Religio Ii. 19. sz., 2. kiadás 1858., 3. k. 1871. Uo.).
- Utmutatás a szemléleti számlálás- és számolásra, a számjegyek írása- s kimondására. Irta Hermann János. Ford. Ugyanott, 1858. (Második kiadás. Ugyanott, 1870.).
- Seneca bölcsészetéről. Uo. 1859.
- Alosztály Utmutatás az «A.-B.-C.- és olvasókönyv» szellemében kezelendő első oktatásra. Németül írta Hermann Ferencz. Magyar iskolák számára átdolgozta ... Bécs, 1860.
- Harmadik nyelvkönyv. Az ausztriai birodalombeli főelemi tanodák legfelsőbb osztálya számára. Uo. 1860.
- Harmadik nyelvkönyv. A főelemi tanodák legfelsőbb osztálya számára. Buda, 1862. (Az előbbi munkától különbözik).
- Első nyelvgyakorló- és olvasókönyv. Az ausztriai birodalombeli kath. elemi iskolák számára. Bécs, 1862.
- Egyházi beszéd, melyet szent István első magyar király nemzeti ünnepén a nt. kapuczinus atyák templomában 1862. Kisasszony hava 24. mondott. Uo. 1862.
- A.-B.-C.- és olvasókönyv. A m. cs. kir. közokt. ministerium megbizásából. Uo. 1863.
- Olvasókönyv a kath. főelemi- és városi iskolák számára a negyedik osztályba. Buda, 1865.
- Második nyelvgyakorló- és olvasókönyv. Uo. 1868.

### Kéziratban
- A társadalom és kereszténység.